# حقوق الإنسان في الإدارة الذاتية لشمال سوريا وشرقها

الحرب الاهلية

الإدارة الذاتية لشمال وشرق سوريا هي منطقة حكم ذاتي بحكم الأمر الواقع في سوريا ظهرت منذ عام 2012 فصاعدًا خلال الحرب الأهلية السورية ولا سيما حملة الميليشيات الكردية للسيطرة على الأراضي في شمال سورية وإقامة كيان انفصالي. تدعي الإدارة الحالية المساواة بين الجنسين والتسامح التعددي للتنوع الديني والثقافي.

## الخلفية التاريخية
أوائل القرن العشرين خضعت التركيبة السكانية لهذه المنطقة لتحول كبير في الجزء الأول من القرن العشرين. تعاونت بعض القبائل الشركسية والكردية والشيشانية مع السلطات العثمانية (التركية) في عمليات الإبادة الجماعية للأرمن والآشوريين في أعالي بلاد ما بين النهرين، بين عامي 1914 و 1920، مع مزيد من الهجمات على المدنيين الفارين العزل من قبل الميليشيات العربية المحلية. فر العديد من الآشوريين إلى سوريا خلال الإبادة الجماعية واستقروا بشكل رئيسي في محافظة الجزيرة. وبدءًا من عام 1926، شهدت المنطقة هجرة أخرى للأكراد بعد فشل تمرد الشيخ سعيد ضد جمهورية تركيا الجديدة. وبينما كان هناك أكراد في سوريا منذ قرون، فرت موجات من الأكراد من ديارهم في تركيا واستقروا في سوريا، حيث حصلوا على الجنسية من قبل سلطات الانتداب الفرنسي. في الثلاثينيات والأربعينيات من القرن الماضي، شهدت المنطقة العديد من حركات الحكم الذاتي الفاشلة.

### الوضع العام لحقوق الإنسان في ظل الحكم البعثي
اعتُبر وضع حقوق الإنسان في سوريا سيئًا بشكل استثنائي بين المراقبين الدوليين لأجيال. في بداية الحرب الأهلية السورية في عام 2011، ظلت حالة حقوق الإنسان في سوريا من بين الأسوأ في العالم.لا يمكن ملاحظة أي تحسن منذ أن تولى بشار الأسد السلطة في عام 2000 من والده حافظ الأسد، الذي تولى السلطة في انقلاب عام 1970. خلص مدير قسم الشرق الأوسط في هيومن رايتس ووتش إلى أنه "سواء أراد الأسد أن يكون مصلحًا لكنه تعرقل من قبل الحرس القديم الراسخ أو كان مجرد حاكم عربي آخر غير راغب في الاستماع إلى الانتقادات، فإن النتيجة بالنسبة لشعب سوريا هي نفسها.: لا حرية، لا حقوق. سجل الأسد بعد 10 سنوات هو أنه لم يفعل شيء تقريبًا لتحسين سجل حقوق الإنسان في بلاده وكان الوضع السيئ بشكل خاص فيما يتعلق بالحقوق السياسية. كان العديد من السياسيين في المنطقة في الماضي سجناء سياسيين للحكومة السورية.كانت الحقوق الاجتماعية والاقتصادية أحد المجالات التي عززت فيها الحكومة البعثية حقوق الإنسان في شمال سوريا. خفف الإصلاح الزراعي الهياكل شبه الإقطاعية المبنية على ملكية كبيرة للأراضي في كل من العرب التقليديين والمجتمع الكردي التقليد

### حرمان الأكراد من الجنسية

الكرد

كانت هناك حالات مختلفة من قيام الحكومة السورية بحرمان الأكراد من الجنسية بحجة فرارهم إلى سوريا بعد فشل تمرد الشيخ سعيد أثناء الانتداب الفرنسي على سوريا. كانت أكبر هذه الحالات نتيجة لتعداد عام 1962، والذي تم إجراؤه لهذا الغرض بالضبط. 120 ألف كردي رأوا جنسيتهم السورية تم انتزاعهم تعسفيًا وأصبحوا «بلا جنسية». لم يُسمح لهم بالتصويت أو امتلاك العقارات أو العمل من قبل الحكومة. حصلوا على بطاقات هوية حمراء تفيد بأنهم ليسوا مواطنين سوريين. تم نقل هذا الوضع إلى أطفال الأب الكردي «عديم الجنسية». في عام 2010، قدرت هيومن رايتس ووتش (هيومن رايتس ووتش) عدد هؤلاء «عديمي الجنسية» من الأكراد العرقيين في سوريا بنحو 300 ألف.مع فقدان الجنسية، فقد الأشخاص المعنيون أيضًا العديد من الحقوق بموجب القانون. في تقريرها الصادر عام 1996 بعنوان «سوريا: الأكراد الذين تم إسكات أصواتهم»، وصفت هيومن رايتس ووتش النتائج بأنها «غير مسموح لهم بامتلاك الأراضي أو المساكن أو الأعمال التجارية. ولا يمكن توظيفهم في الهيئات الحكومية والمؤسسات المملوكة للدولة، ولا يمكنهم العمل كأطباء أو مهندسين. ليسوا مؤهلين للحصول على إعانات غذائية أو قبول في المستشفيات العامة. ولا يجوز لهم قانون الزواج من مواطنين سوريين» و «لا يتم إصدار جوازات سفر لهم أو وثائق سفر أخرى، وبالتالي لا يجوز لهم قانون مغادرة سوريا أو العودة إليها».

### قمع اللغة والثقافة الكردية
لم يتم الاعتراف باللغة الكردية رسميًا، ولم يكن لها مكان في المدارس العامة وتم حظرها في مكان العمل.. ابتداء من عام 1967، استبعدت الكتب المدرسية أي ذكر للوجود الكردي. وفقًا لأكراد سوريا:
التاريخ والسياسة والمجتمع للدكتور جوردي تيجيل، "مع تزايد عدد الأطفال المتعلمين في المناطق الكردية، تم إنشاء نظام مراقبة مشددة هناك، على غرار الأتراك، عن طريق" الجواسيس "، لمنع الأطفال من التحدث باللغة الكردية فيما بينهم. الأطفال الذين يتم اكتشافهم في" تحد "صارخ يمكن أن يعاقبوا جسديًا. بينما سُمح للأقليات العرقية الأخرى في سوريا (مثل الأرمن والشركس والآشوريين) بفتح مدارس خاصة لتعليم لم يكن أطفالهم الأكراد.
لم يتم إعطاء أسماء كردية للأطفال أو الشركات. لا يمكن نشر الكتب والموسيقى والفيديو وغيرها من المواد باللغة الكردية. تم حظر التعبير عن الهوية الكردية مثل الأغاني والرقصات الشعبية وكثيرًا ما تمت مقاضاته بموجب قانون جنائي الغرض منه ضد«إضعاف الشعور القومي». غالبًا ما كانت الاحتفالات بعيد النوروز مقيدة بالقيود المفروضة.